# Potalia yanamonoensis
Potalia yanamonoensis är en gentianaväxtart som beskrevs av Struwe och V.A.Albert. Potalia yanamonoensis ingår i släktet Potalia och familjen gentianaväxter. Inga underarter finns listade i Catalogue of Life.